# Scandinavian Race Uppsala 2014
La 106e édition de la Scandinavian Race Uppsala a eu lieu le 10 mai 2014. Elle a été remportée par le Danois Jonas Aaen Jørgensen.

## Classements

### Classement final
Jonas Aaen Jørgensen remporte la course en parcourant les 194 kilomètres en 4 h 24 min 23 s à la vitesse moyenne de 44,027 km/h. Quatre-vingt-treize coureurs prennent le départ, cinquante-quatre franchissent la ligne d'arrivée et trente-neuf abandonnent.
| Classement final | Classement final     | Classement final | Classement final       | Classement final   |
|                  | Coureur              | Pays             | Équipe                 | Temps              |
| ---------------- | -------------------- | ---------------- | ---------------------- | ------------------ |
| 1er              | Jonas Aaen Jørgensen | Danemark         | Riwal                  | en 4 h 24 min 23 s |
| 2e               | Marcus Svensson      | Suède            |                        | + 10 s             |
| 3e               | Yannick Janssen      | Pays-Bas         |                        | + 12 s             |
| 4e               | Raphaël Verini       | France           |                        | + 15 s             |
| 5e               | Peter Carlsson       | Suède            |                        | m.t                |
| 6e               | Lars Andersson       | Suède            | Firefighters Upsala CK | m.t                |
| 7e               | Ove Nilsson          | Suède            |                        | + 20 s             |
| 8e               | Jesper Dahlström     | Suède            |                        | + 38 s             |
| 9e               | Marcus Linder        | Suède            |                        | m.t                |
| 10e              | Mathias Øllegaard    | Danemark         | Riwal                  | + 1 min 12 s       |
| modifier         |                      |                  |                        |                    |

### UCI Europe Tour
Cette Scandinavian Race Uppsala attribue des points pour l'UCI Europe Tour 2014, par équipes seulement aux coureurs des équipes continentales professionnelles et continentales, individuellement à tous les coureurs des équipes précitées.
| Position           | 1er | 2e | 3e | 4e | 5e | 6e | 7e | 8e |
| Classement général | 40  | 30 | 25 | 20 | 15 | 10 | 5  | 3  |

Ainsi, Jonas Aaen Jørgensen (1er) remporte quarante points et Lars Andersson (6e) huit points, les six autres coureurs proviennent d'équipes de clubs.